# Drappier

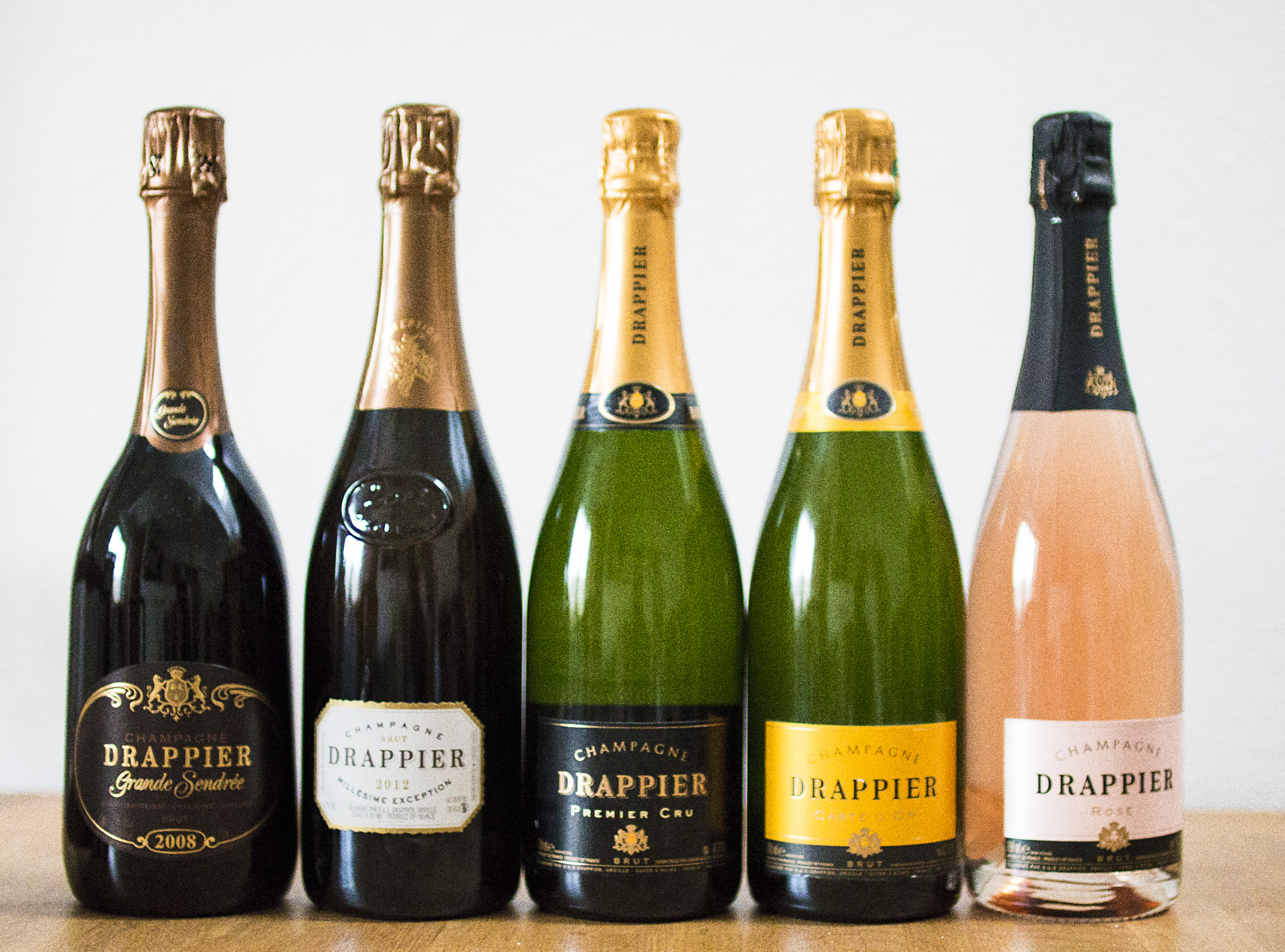
Auswahl an Drappier Champagner

Drappier ist ein Champagnerhaus in der französischen Gemeinde Urville in der Region Champagne, Großregion Côte des Bar. Das Haus wurde 1808 gegründet und ist unverändert im Besitz der gleichnamigen Familie. Mit einer Anbaufläche von 110 ha, davon 62 ha Eigentum, und ca. 1,5 Mio. Flaschen pro Jahr zählt Drappier zu den kleineren Champagnerhäusern.

## Geschichte
Der Weinbau in der Region von Urville hat eine lange Geschichte, er geht zurück auf die Zeit des Bernhard von Clairvaux (1090–1153) und wahrscheinlich noch viel früher. 1808 begann François Drappier in Urville einen wenige Hektar großen Weinberg zu bewirtschaften. In den 1930er Jahren machte das Weinhaus Drappier trotz heftiger Diskussionen Anbauversuche mit Pinot Noir Trauben. Heute macht diese Rebsorte in der Region Urville 75 % des Bestands aus. Zur Reifung des Champagners erwarb die Familie 1988 Kellerräume, die Mitte des 19. Jahrhunderts tief unter der Stadt Reims in die Kreidefelsen gegraben worden sind. Inzwischen arbeitet die achte Generation im Weingut.

## Herstellung und Erzeugnisse
Mit 70 % ist Pinot Noir heute die wichtigste Rebsorte, dazu kommen Pinot Meunier (15 %), Chardonnay (9 %) und sonstige Rebsorten. Man macht auch Versuche mit alten Traubenarten, die in Vergessenheit zu geraten drohen. So produziert das Weinhaus seit 2007 eine Cuvée „Quattuor“ aus je 25 % Petit Meslier, Arbane, Pinot Blanc Vrai und Chardonnay. Das Terroir ist durch kalkhaltige Böden geprägt. Im Weinberg werden keine Unkrautvernichtungsmittel und Insektizide verwendet. Bei der Weinbereitung wird weitgehend auf Schwefel verzichtet, es gibt sogar unter der Bezeichnung „Brut Nature Sans Soufre“ eine schwefelfreie Cuvée.
Die Hefen für die Gärung werden teilweise auf dem Weingut selbst gezüchtet. Es werden auch Jahrgangs-Champagner hergestellt. Eine Besonderheit von Drappier ist die Vielfalt an Flaschengrößen, sie reicht von der halben Flasche bis zum Melchisedech (30 Liter). Unabhängig von der Größe findet in jeder Flasche die zweite Gärung statt und auch das Rütteln und Degorgieren.
Drappier weist mit Stolz darauf hin, dass General Charles de Gaulle, dessen Wohnsitz in Colombey les Deux Églises rund 25 km von Urville entfernt ist, ein treuer Kunde des Weinguts gewesen ist. Aufgrund der engen Verbundenheit hat das Weinhaus von den Nachfahren das Recht erhalten, eine Jahrgangs-Cuvée „Charles de Gaulle“ zu nennen.